# Костромський державний університет імені М. О. Некрасова
Костромський державний університет імені М. О. Некрасова (рос. Костромской государственный университет имени Н. А. Некрасова) — класичний заклад вищої освіти в російській Костромі, заснований у 1918 році.
Член Асоціації класичних університетів Росії.

## Історія
Заснований у 1918 році як Костромський державний робітничо-селянський університет в пам'ять Жовтневої революції 1917 року. У складі університету спочатку діяли природничий, гуманітарний і лісовий факультети, а пізніше — педагогічний і медичний. З 1919 року функцію підготовки студентів до навчання на академічному відділенні взяв на себе новостворений робочий факультет. У 1921 році в університеті навчалися 3 333 студенти.
У 1921 році Народний комісаріат просвіти РРФСР ухвалив рішення про закриття або про реорганізацію ряду нових університетів. На базі Костромського університету були створені два заклади — педагогічний інститут (Інститут народної освіти) і сільськогосподарський інститут. У наступні роки на базі університету були створені кілька навчальних закладів, які неодноразово перетворювалися і змінювали напрямок своєї діяльності.
У 1939 році рішенням Наркому освіти, у зв'язку з політикою переходу на обов'язкове семирічне навчання в школах країни, педагогічне училище — наступник університету — було перетворене в учительський інститут.
У 1946 році університету присвоєно ім'я М. О. Некрасова.
З наказу Міністерства освіти РРФСР від 21 травня 1960 року про переведення на бюджет педагогічного інституту Костромського художнього училища розпочинається історія художньо-графічного факультету. У 1966 році в університеті відкривається відділення іноземних мов, яке за два роки трансформувалося в самостійний факультет.
У 1980-ті роки університет відкриває нові спеціальності і формує нові факультети: загальнотехнічних дисциплін і праці (1983), музично-педагогічний (1984), педагогіки і методики початкової освіти (1985), фізичної культури (1989).
У середині 1990-х років були відкриті філії університету в містах Шар'я Костромської області і Кіровськ Мурманської області.
Згідно Наказу Міністерства освіти та науки Росії від 10 березня 2016 р №196 університет реорганізовано шляхом приєднання до Костромського державного технічного університету, який в подальшому був перейменований в Костромської державний університет. Один з регіональних опорних університетів.

## Назви
- Костромський державний робітничо-селянський університет в пам'ять Жовтневої революції 1917 року (1918—1921);
- розформований (1921—1939);
- Костромський учительський інститут (1939—1949);
- Костромський державний педагогічний інститут імені М. О. Некрасова (1949—1994);
- Костромський державний педагогічний університет імені М. О. Некрасова (1994-1999);
- Костромський державний університет імені М. О. Некрасова (з 1999).

## Структура
- Інститут педагогіки і психології
- Інститут економіки
- Інститут фізико-математичних і природничих наук
- Інститут історії і філології
- Інститут культури і мистецтв
- Юридичний факультет імені Ю.П. Новицького.